# Centralförbundet för socialskydd och hälsa
Centralförbundet för socialskydd och hälsa är en finländsk socialpolitisk intresseorganisation. 
Organisationen, som grundades 1917 och har sitt säte i Helsingfors, verkar för ökad social trygghet, särskilt ekonomisk grundtrygghet och basservice, motarbetar utslagning och främjar socialt ansvarstagande. Förbundet arrangerar utbildnings- och temadagar, publicerar litteratur för social- och hälsovårdssektorn samt delar ut förtjänstmedaljer och pris. Det bedriver även forsknings- och informationsverksamhet; språkrör är tidskriften Sosiaali- ja terveysviesti, grundad 1992. Medlemmar i förbundet är ett antal regionala socialskyddsorganisationer, bland dem Finlands svenska socialförbund, ett stort antal riksorganisationer inom social- och hälsovård samt drygt 130 kommuner (2003).